# Rhopalorhynchus claudus
Rhopalorhynchus claudus är en havsspindelart som beskrevs av Stock, J.H. 1975. Rhopalorhynchus claudus ingår i släktet Rhopalorhynchus och familjen Colossendeidae. Inga underarter finns listade i Catalogue of Life.